# Vozera Bjaresjtja
Vozera Bjaresjtja (vitryska: Возера Бярэшча) är en sjö i Belarus.   Den ligger i voblasten Vitsebsks voblast, i den norra delen av landet, 120 km nordost om huvudstaden Minsk. Vozera Bjaresjtja ligger 148 meter över havet. Arean är 3,3 kvadratkilometer. Den sträcker sig 2,1 kilometer i nord-sydlig riktning, och 2,6 kilometer i öst-västlig riktning.
I omgivningarna runt Vozera Bjaresjtja växer i huvudsak blandskog. Runt Vozera Bjaresjtja är det ganska glesbefolkat, med 22 invånare per kvadratkilometer.